# .300 Winchester Magnum
Die .300 Winchester Magnum ist die letzte in einer Serie von Gewehr-Patronen mit Gürtelhülsen, die das Unternehmen Winchester Repeating Arms Company ab 1956 kurz nacheinander in seiner Magnum-Serie herausbrachte. Sie ist eine auf das Kaliber .300 (7,62 mm) eingezogene und auf die Länge 66,5 mm gekürzte Version der .375 H&H.

## Bezeichnung
Im deutschen Nationalen Waffenregister (NWR) wird die Patrone unter Katalognummer 1750 unter folgenden Bezeichnungen geführt (gebräuchliche Bezeichnungen in Fettdruck)
- .300 WinMag (Hauptbezeichnung)
- 7,62x67

## Geschichte
Im Jahr 1963 eingeführt, übertraf sie in kurzer Zeit die Verkaufszahlen der .264 Winchester Magnum, der .338 Winchester Magnum und der .458 Winchester Magnum beträchtlich. Abgesehen von der alten .300 H&H Magnum waren zwei weitere Patronen im .30er-Magnum-Segment auf dem Markt erfolgreich: die .300 Weatherby Magnum und die .308 Norma Magnum. Aber auch diese fielen hinsichtlich der Verkaufszahlen in kurzer Zeit zurück. Die .300 Winchester Magnum liegt leistungsmäßig zwischen beiden. Alle drei Patronen ähneln sich in Aussehen und Leistung, mit dem Unterschied, dass die Winchester und die Norma in normal langen Repetiersystemen benutzt werden können.
Die Winchesterkonstrukteure gaben der neuen Patrone einen möglichst großen Pulverraum und nahmen dafür einen kürzeren Hülsenhals für die Aufnahme des Geschosses in Kauf, sodass längere Geschosse wegen der einzuhaltenden Gesamtlänge sehr tief in die Patronenhülse gesetzt werden müssen. Die Hülse basiert auf der .375-H&H-Magnum-Gürtelhülse.
Der Geschossdurchmesser beträgt 7,85 mm. Die Gesamtlänge der Patrone ist abhängig vom Geschosstyp und variiert zwischen 82 mm und 85 mm. Die für diese Munition verwendeten Läufe entsprechen in der Regel folgenden Daten: Feldmaß: 7,62 mm Zugmaß: 7,82 mm, Dralllänge (waffenabhängig): 254 mm (1 in 10"), Anzahl Züge (waffenabhängig): 6.

## Einsatz

### Jagd
Die .300 Winchester Magnum ist für europäisches Hochwild einsetzbar und wird im deutschsprachigen Raum auch für starkes Niederwild eingesetzt. Der Einsatz auf Raubwild und Raubzeug ist jagdlich nicht geläufig.

### Militär
Im militärischen Bereich wird diese Patrone unter anderem im Scharfschützengewehr G22 der Bundeswehr, mit Vollmantel-Weichkern- oder Vollmantel-Hartkerngeschoss (AP, Armour Piercing) verwendet. Entwickelt und hergestellt werden diese von der MEN – Metallwerk Elisenhütte GmbH.
Die CIA hat das Kaliber .300 Magnum als „ideal für Attentate“ angesehen.